# Bibliotheksverbund Bayern
Der Bibliotheksverbund Bayern (BVB) ist ein Bibliotheksverbund, dem mehr als 150 überwiegend wissenschaftliche Bibliotheken aus Bayern angehören. Er arbeitet in einer sogenannten „Strategischen Allianz“ mit dem Kooperativen Bibliotheksverbund Berlin-Brandenburg (KOBV) zusammen.

## Mitglieder und Gremien
Über 150 Bibliotheken sind dem Verbund angeschlossen, darunter die Bayerische Staatsbibliothek (BSB), 10 Universitätsbibliotheken, 19 Bibliotheken der Hochschulen für Angewandte Wissenschaften sowie 10 regionale staatliche Bibliotheken. Ein offizielles Gründungsdatum gibt es nicht; der Start im Offline-Verbund war 1970, im Online-Verbund 1987. Die Verbundordnung des BVB trat am 1. Januar 2019 in Kraft. Diese Ordnung bestimmt die Gremien des BVB, setzt fest, welche Bibliotheken als im Verbundrat stimmberechtigte Mitglieder des Kooperativen Leistungsverbund gelten und legt Entscheidungsfindungsprozesse sowie Aufgaben fest. Gremien des BVB sind Verbundrat, Vorstand, Kommissionen und Verbundkonferenz.

### Verbundrat
Im Verbundrat ist der Kooperative Leistungsverbund Bayern, also 10 Universitätsbibliotheken, 19 Bibliotheken der Hochschulen für Angewandte Wissenschaften sowie die Bayerische Staatsbibliothek, mit je einer Person vertreten. Die Bayerische Staatsbibliothek vertritt im Verbundrat auch die 10 regionalen staatlichen Bibliotheken und die rund 110 weiteren im Verbund aktiven Bibliotheken.
Der Stimmenproporz im Verbundrat ist wie folgt geregelt: Jede Bibliothek hat eine Stimme, die je nach Bibliotheksart gewichtet ist.
- Universitätsbibliothek * 5,0 {\displaystyle \rightarrow } max. Stimmenanteil aller UBs: 50 %
- Bibliothek einer Hochschule für Angewandte Wissenschaften * 2,1 {\displaystyle \rightarrow } max. Stimmenanteil aller HAW-Bibliotheken: 40 %
- Bayerische Staatsbibliothek * 10,0 {\displaystyle \rightarrow } Stimmenanteil: 10 %

Entscheidungen werden mit einfacher Mehrheit gefällt. Ausgenommen sind Entscheidungen, die gemeinsame Umlagefinanzierungen betreffen (2/3-Mehrheit notwendig) und Entscheidungen, welche die Verbund- und/oder Geschäftsordnung ändern (einstimmiger Entschluss und Zustimmung des Bayerischen Staatsministeriums für Wissenschaft und Kunst nötig). Die Bayerische Staatsbibliothek hat außerdem ein Vetorecht bei Entscheidungen, die „aus ihrer Sicht nicht rechtskonform sind oder die Funktionsfähigkeit des BVB insgesamt gefährden“. In diesem Fall wird die Entscheidung dem Bayerischen Staatsministerium für Wissenschaft und Kunst zur Entscheidung vorgelegt.
Bei Stellenbesetzungen in den Servicebereichen, welche an der Bayerischen Staatsbibliothek angesiedelt sind, hat der Verbundrat ein Mitbestimmungsrecht.

### Vorstand
Der Vorstand besteht aus dem Generaldirektor der Bayerischen Staatsbibliothek und jeweils einem Vertreter der Universitätsbibliotheken und der Bibliotheken der Hochschulen für Angewandte Wissenschaften. Der Verbundratsvorsitzende ist gleichzeitig Vorstandsvorsitzender. Das Amt des Vorstandsvorsitzes rotiert alle zwei Jahre. Aufgabe des Vorstands ist es, die Umsetzung der Entscheidungen des Verbundrats zu koordinieren.

### Kommissionen
Derzeit gibt es vier Kommissionen im BVB, welche die Zusammenarbeit im BVB unterstützen:
- Erschließung und Metadaten (inkl. eines Sitzes für den KOBV)
- Elektronische Ressourcen
- Service und Information
- Virtuelle Bibliothek

### Verbundkonferenz
Auf der Verbundkonferenz treffen sich BVB-Mitglieder für Information und Meinungsaustausch.

## Zentrale Infrastrukturen und Dienste des BVB
Alle zentralen Infrastrukturen und Dienste des BVB sind an der Bayerischen Staatsbibliothek angesiedelt. Eigene Titel im Haushaltsplan der BSB garantieren die zweckbestimmte Verwendung der dafür benötigten finanziellen Mittel.

### BVB-Verbundzentrale
Dienstleistungs- und Kompetenzzentrum ist die BVB-Verbundzentrale, eine Abteilung der Bayerischen Staatsbibliothek, mit ca. 40 Mitarbeitern. Die Verbundzentrale ist bei der Bayerischen Staatsbibliothek in München angesiedelt. Sie betreut neben der zentralen Verbunddatenbank / Bibliotheksverbund Bayern das Internetportal Gateway Bayern, den dynamischen Linkresolver SFX, die BVB-Aufsatzdatenbank, die Online-Fernleihe, den gemeinsamen CD-ROM-Server sowie das Multimediasystem DigiTool.
Der Verbundkatalog des BVB und des KOBV auf Basis der gemeinsamen Katalogisierungsplattform B3Kat enthält über 26 Millionen Titeldaten mit über 61 Millionen Bänden. Im Rahmen der Kataloganreicherung werden auch Inhaltsverzeichnisse, Zusammenfassungen und Klappentexte angeboten.
Das Internetportal Gateway Bayern ermöglicht die Recherche in den Angeboten des BVB und stellt den zentralen Einstiegspunkt für Literatursuchende zu den Diensten der Virtuellen Bibliothek Bayern dar. Das Ergebnis einer Recherche beinhaltet im optimalen Fall nicht nur die Titel von Büchern und Zeitschriften, sondern auch von Aufsätzen und Metadaten für digitale Objekte wie Volltexte, Videos, Bilder und mehr.
Die Aufsatzdatenbank des BVB dient zur Recherche in Zeitschriften, deren Inhalte in Bibliothekskatalogen in der Regel nicht nachgewiesen werden. Sie enthält mehr als 46 Millionen Titel aus rund 21.000 Zeitschriften mit dem Fokus auf der aktuellen wissenschaftlichen Literatur.
Mit dem Zentralen Fernleihserver (ZFL) bei der Online-Fernleihe beschleunigte sich die Fernleihe sowohl bei Monographien wie auch bei Dokumenten von mehreren Wochen auf wenige Tage. Der ebenfalls in der Verbundzentrale administrierte gemeinsame CD-ROM-Server erlaubt den Bibliotheken des BVB, ihren jeweiligen Nutzern eine Vielzahl unterschiedlicher Datenbanken in einer wirtschaftlichen Form bereitzustellen.
Das Multimediasystem DigiTool ist die gemeinsame Plattform der bayerischen Verbundbibliotheken zur Verwaltung und Präsentation digitaler Dokumente und Sammlungen.

### Geschäftsstelle des Bayern-Konsortiums
Die Geschäftsstelle des Bayern-Konsortiums ist hauptsächlich für die Lizenzierung elektronischer Ressourcen zuständig.

### Bibliotheksakademie Bayern
Die Bibliotheksakademie Bayern ist für die bibliothekarische Aus-, Fort- und Weiterbildung in Bayern zuständig.

### Rechtsberatung
Das Justiziariat der Bayerischen Staatsbibliothek bietet Rechtsberatung für die teilnehmenden Bibliotheken an.